# Against the Grain (álbum de Rory Gallagher)
Against the Grain es el quinto álbum de estudio del guitarrista irlandés de blues rock Rory Gallagher, publicado en 1975 por su nuevo sello Chrysalis Records. El disco siguió con el sonido del anterior trabajo Tattoo, incluyendo algunos elementos del jazz y de igual manera del rhythm and blues.
Obtuvo el puesto 121 en la lista Billboard 200 en los Estados Unidos al año siguiente. Mientras que el Reino Unido no debutó en los UK Albums Chart, siendo el primer disco del artista en no entrar en dicha lista. Sin embargo tras su reedición en el año 2000, fue certificado en el país inglés con disco de oro luego de superar las 100 000 copias vendidas.
Para la lista de canciones fueron grabados algunos covers como; «All Around Man» de Bo Carter, «Out on the Western Plain» de Lead Belly y «I Take What I Want» del dúo Sam & Dave. En el año 2000 fue remasterizado y relanzado con dos pistas adicionales, que fueron grabadas durante las sesiones del disco pero que no fueron incluidas en su versión original.

## Lista de canciones
Todas las canciones escritas por Rory Gallagher, a menos que se indique lo contrario.

| N.º | Título                                           | Escritor(es)                             | Duración |  |
| 1.  | «Let Me In»                                      |                                          | 4:03     |  |
| 2.  | «Cross Me Off Your List»                         |                                          | 4:26     |  |
| 3.  | «Ain't Too Good»                                 |                                          | 3:54     |  |
| 4.  | «Souped-Up Ford»                                 |                                          | 6:24     |  |
| 5.  | «Bought and Sold»                                |                                          | 3:24     |  |
| 6.  | «I Take What I Want» (cover de Sam & Dave)       | David Porter, Teenie Hodges, Isaac Hayes | 4:22     |  |
| 7.  | «Lost at Sea»                                    |                                          | 4:06     |  |
| 8.  | «All Around Man» (cover de Bo Carter)            | Bo Carter                                | 6:14     |  |
| 9.  | «Out on the Western Plain» (cover de Lead Belly) | Lead Belly                               | 3:53     |  |
| 10. | «At the Bottom»                                  |                                          | 3:18     |  |

| Pistas adicionales en reedición CD de 2000 |                 |          |  |
| N.º                                        | Título          | Duración |  |
| 11.                                        | «Cluney Blues»  | 2:12     |  |
| 12.                                        | «My Baby, Sure» | 2:55     |  |

## Músicos
- Rory Gallagher: voz y guitarra eléctrica
- Gerry McAvoy: bajo
- Lou Martin: teclados
- Rod de'Ath: batería